# Souleymane Camara
Souleymane Camara (Dakar, 22 dicembre 1982) è un ex calciatore senegalese, di ruolo attaccante.

## Carriera

### Club
Dopo aver militato nella primavera del Monaco, nella stagione 2001-2002 viene impiegato con continuità in prima squadra. Nel gennaio 2004 è ceduto in prestito al Guingamp. Torna al Monaco, dopo una stagione e mezzo viene ceduto a titolo definitivo al Nizza, in cui milita fino all'estate 2007, quando viene ceduto in prestito al Montpellier, che esercita il diritto di riscatto al termine della stagione. Camara diventa un titolare inamovibile del Montpellier, con cui dal 2007 ha collezionato più di 300 presenze.

### Nazionale
Ha partecipato ai mondiali del 2002, alla Coppa d'Africa del 2002, alla Coppa d'Africa del 2006 e, anche se non da titolare, alla Coppa d'Africa del 2012, collezionando 35 presenze e 7 reti. Ha indossato la maglia n° 9.

## Statistiche

### Presenze e reti nei club
Statistiche aggiornate al 7 aprile 2020.
| Stagione           | Squadra            | Campionato         | Campionato | Campionato | Coppe nazionali | Coppe nazionali | Coppe nazionali | Coppe continentali | Coppe continentali | Coppe continentali | Altre coppe | Altre coppe | Altre coppe | Totale | Totale |
| Stagione           | Squadra            | Comp               | Pres       | Reti       | Comp            | Pres            | Reti            | Comp               | Pres               | Reti               | Comp        | Pres        | Reti        | Pres   | Reti   |
| ------------------ | ------------------ | ------------------ | ---------- | ---------- | --------------- | --------------- | --------------- | ------------------ | ------------------ | ------------------ | ----------- | ----------- | ----------- | ------ | ------ |
| 2000-2001          | Monaco             | D1                 | 0          | 0          | CF+CdL          | 0               | 0               | -                  | -                  | -                  | -           | -           | -           | 0      | 0      |
| 2001-2002          | Monaco             | D1                 | 21         | 2          | CF+CdL          | 2+1             | 1+0             | -                  | -                  | -                  | -           | -           | -           | 24     | 3      |
| 2002-2003          | Monaco             | L1                 | 22         | 4          | CF+CdL          | 1+4             | 1+0             | -                  | -                  | -                  | -           | -           | -           | 27     | 5      |
| 2003-gen. 2004     | Monaco             | L1                 | 4          | 0          | CF+CdL          | 2+1             | 0               | UCL                | 1                  | 0                  | -           | -           | -           | 8      | 0      |
| gen.-giu. 2004     | Guingamp           | L1                 | 13         | 2          | CF+CdL          | -               | -               | -                  | -                  | -                  | -           | -           | -           | 13     | 2      |
| 2004-2005          | Monaco             | L1                 | 10         | 1          | CF+CdL          | 2+2             | 3+0             | UCL                | 3                  | 0                  | -           | -           | -           | 17     | 4      |
| ago. 2005          | Monaco             | L1                 | 2          | 0          | CF+CdL          | -               | -               | UCL                | -                  | -                  | -           | -           | -           | 2      | 0      |
| Totale Monaco      | Totale Monaco      | Totale Monaco      | 59         | 7          |                 | 15              | 5               |                    | 4                  | 0                  |             | -           | -           | 78     | 12     |
| 2005-2006          | Nizza              | L1                 | 16         | 1          | CF+CdL          | 0+2             | 0               | -                  | -                  | -                  | -           | -           | -           | 18     | 1      |
| 2006-2007          | Nizza              | L1                 | 15         | 0          | CF+CdL          | 1+1             | 0               | -                  | -                  | -                  | -           | -           | -           | 17     | 0      |
| Totale Nizza       | Totale Nizza       | Totale Nizza       | 31         | 1          |                 | 4               | 0               |                    | -                  | -                  |             | -           | -           | 35     | 1      |
| 2007-2008          | Montpellier        | L2                 | 37         | 11         | CF+CdL          | 2+2             | 0+1             | -                  | -                  | -                  | -           | -           | -           | 41     | 12     |
| 2008-2009          | Montpellier        | L2                 | 28         | 6          | CF+CdL          | 3+1             | 0               | -                  | -                  | -                  | -           | -           | -           | 32     | 6      |
| 2009-2010          | Montpellier        | L1                 | 38         | 9          | CF+CdL          | 0+1             | 0               | -                  | -                  | -                  | -           | -           | -           | 39     | 9      |
| 2010-2011          | Montpellier        | L1                 | 36         | 4          | CF+CdL          | 1+2             | 0               | UEL                | 2                  | 0                  | -           | -           | -           | 41     | 4      |
| 2011-2012          | Montpellier        | L1                 | 33         | 9          | CF+CdL          | 2+0             | 0               | -                  | -                  | -                  | -           | -           | -           | 35     | 9      |
| 2012-2013          | Montpellier        | L1                 | 33         | 10         | CF+CdL          | 2+3             | 1+0             | UEL                | 5                  | 1                  | SF          | 1           | 0           | 44     | 12     |
| 2013-2014          | Montpellier        | L1                 | 33         | 4          | CF+CdL          | 3+0             | -               | -                  | -                  | -                  | -           | -           | -           | 36     | 0      |
| 2014-2015          | Montpellier        | L1                 | 37         | 3          | CF+CdL          | 1+1             | 0               | -                  | -                  | -                  | -           | -           | -           | 39     | 3      |
| 2015-2016          | Montpellier        | L1                 | 33         | 7          | CF+CdL          | 2+1             | 0+1             | -                  | -                  | -                  | -           | -           | -           | 36     | 8      |
| 2016-2017          | Montpellier        | L1                 | 28         | 1          | CF+CdL          | 1+2             | 0               | -                  | -                  | -                  | -           | -           | -           | 31     | 1      |
| 2017-2018          | Montpellier        | L1                 | 24         | 2          | CF+CdL          | 3+3             | 0+3             | -                  | -                  | -                  | -           | -           | -           | 30     | 5      |
| 2018-2019          | Montpellier        | L1                 | 12         | 3          | CF+CdL          | 0+1             | 0               | -                  | -                  | -                  | -           | -           | -           | 13     | 3      |
| 2019-2020          | Montpellier        | L1                 | 13         | 1          | CF+CdL          | 2+1             | 0               | -                  | -                  | -                  | -           | -           | -           | 16     | 1      |
| Totale Montpellier | Totale Montpellier | Totale Montpellier | 385        | 70         |                 | 40              | 6               |                    | 7                  | 1                  |             | 1           | 0           | 433    | 77     |
| Totale carriera    | Totale carriera    | Totale carriera    | 488        | 80         |                 | 59              | 11              |                    | 11                 | 1                  |             | 1           | 0           | 559    | 92     |

### Cronologia presenze e reti in nazionale
| Cronologia completa delle presenze e delle reti in nazionale ― Senegal | Cronologia completa delle presenze e delle reti in nazionale ― Senegal | Cronologia completa delle presenze e delle reti in nazionale ― Senegal | Cronologia completa delle presenze e delle reti in nazionale ― Senegal | Cronologia completa delle presenze e delle reti in nazionale ― Senegal | Cronologia completa delle presenze e delle reti in nazionale ― Senegal | Cronologia completa delle presenze e delle reti in nazionale ― Senegal | Cronologia completa delle presenze e delle reti in nazionale ― Senegal |
| Data                                                                   | Città                                                                  | In casa                                                                | Risultato                                                              | Ospiti                                                                 | Competizione                                                           | Reti                                                                   | Note                                                                   |
| ---------------------------------------------------------------------- | ---------------------------------------------------------------------- | ---------------------------------------------------------------------- | ---------------------------------------------------------------------- | ---------------------------------------------------------------------- | ---------------------------------------------------------------------- | ---------------------------------------------------------------------- | ---------------------------------------------------------------------- |
| 17-6-2001                                                              | Lomé                                                                   | Togo                                                                   | 1 – 0                                                                  | Senegal                                                                | Qual. Coppa d'Africa 2002                                              | -                                                                      | 79’                                                                    |
| 26-12-2001                                                             | Dakar                                                                  | Senegal                                                                | 2 – 4                                                                  | Burkina Faso                                                           | Amichevole                                                             | -                                                                      | Ingresso                                                               |
| 26-1-2002                                                              | Bamako                                                                 | Zambia                                                                 | 0 – 1                                                                  | Senegal                                                                | Coppa d'Africa 2002 - 1º turno                                         | 1                                                                      | 82’                                                                    |
| 31-1-2002                                                              | Kayes                                                                  | Tunisia                                                                | 0 – 0                                                                  | Senegal                                                                | Coppa d'Africa 2002 - 1º turno                                         | -                                                                      | 46’                                                                    |
| 4-2-2002                                                               | Bamako                                                                 | Senegal                                                                | 2 – 0                                                                  | RD del Congo                                                           | Coppa d'Africa 2002 - Quarti di finale                                 | -                                                                      | 81’                                                                    |
| 7-2-2002                                                               | Bamako                                                                 | Nigeria                                                                | 2 – 1 dts                                                              | Senegal                                                                | Coppa d'Africa 2002 - Semifinale                                       | -                                                                      | 94’                                                                    |
| 10-2-2002                                                              | Bamako                                                                 | Senegal                                                                | 0 – 0 dts (2 – 3 dtr)                                                  | Camerun                                                                | Coppa d'Africa 2002 - Finale                                           | -                                                                      | 106’                                                                   |
| 27-3-2002                                                              | Dakar                                                                  | Senegal                                                                | 2 – 1                                                                  | Bolivia                                                                | Amichevole                                                             | -                                                                      | 60’                                                                    |
| 14-5-2002                                                              | Riyad                                                                  | Arabia Saudita                                                         | 3 – 2                                                                  | Senegal                                                                | Amichevole                                                             | 1                                                                      | 46’                                                                    |
| 6-6-2002                                                               | Taegu                                                                  | Senegal                                                                | 1 – 1                                                                  | Danimarca                                                              | Mondiali 2002 - 1º turno                                               | -                                                                      | 46’                                                                    |
| 12-10-2002                                                             | Dakar                                                                  | Senegal                                                                | 2 – 2                                                                  | Nigeria                                                                | Amichevole                                                             | 1                                                                      | Ingresso                                                               |
| 19-11-2002                                                             | Johannesburg                                                           | Sudafrica                                                              | 1 – 1 (4 – 1 dtr)                                                      | Senegal                                                                | Amichevole                                                             | -                                                                      | 63’                                                                    |
| 30-4-2003                                                              | Gafsa                                                                  | Tunisia                                                                | 1 – 0                                                                  | Senegal                                                                | Amichevole                                                             | -                                                                      | Uscita                                                                 |
| 31-5-2003                                                              | Dakar                                                                  | Senegal                                                                | 2 – 1                                                                  | Capo Verde                                                             | Amichevole                                                             | 1                                                                      | Ingresso                                                               |
| 14-6-2003                                                              | Dakar                                                                  | Senegal                                                                | 3 – 0                                                                  | Lesotho                                                                | Qual. Coppa d'Africa 2004                                              | -                                                                      | Ingresso                                                               |
| 10-9-2003                                                              | Niigata                                                                | Giappone                                                               | 0 – 1                                                                  | Senegal                                                                | Amichevole                                                             | -                                                                      | 62’                                                                    |
| 5-9-2004                                                               | Bamako                                                                 | Mali                                                                   | 2 – 2                                                                  | Senegal                                                                | Qual. Mondiali 2006                                                    | -                                                                      | 66’                                                                    |
| 10-10-2004                                                             | Monrovia                                                               | Liberia                                                                | 0 – 3                                                                  | Senegal                                                                | Qual. Mondiali 2006                                                    | -                                                                      | 85’                                                                    |
| 3-9-2005                                                               | Chililabombwe                                                          | Zambia                                                                 | 0 – 1                                                                  | Senegal                                                                | Qual. Mondiali 2006                                                    | -                                                                      | 80’                                                                    |
| 12-11-2005                                                             | Port Elizabeth                                                         | Sudafrica                                                              | 2 – 3                                                                  | Senegal                                                                | Amichevole                                                             | 1                                                                      | 79’                                                                    |
| 14-1-2006                                                              | Dakar                                                                  | Senegal                                                                | 0 – 0                                                                  | RD del Congo                                                           | Amichevole                                                             | -                                                                      | 65’                                                                    |
| 31-1-2006                                                              | Porto Said                                                             | Nigeria                                                                | 2 – 1                                                                  | Senegal                                                                | Coppa d'Africa 2006 - 1º turno                                         | 1                                                                      | 44’                                                                    |
| 3-2-2006                                                               | Alessandria d'Egitto                                                   | Guinea                                                                 | 2 – 3                                                                  | Senegal                                                                | Coppa d'Africa 2006 - Quarti di finale                                 | -                                                                      | 59’                                                                    |
| 7-2-2006                                                               | Il Cairo                                                               | Egitto                                                                 | 2 – 1                                                                  | Senegal                                                                | Coppa d'Africa 2006 - Semifinale                                       | -                                                                      | 85’                                                                    |
| 9-2-2006                                                               | Il Cairo                                                               | Senegal                                                                | 0 – 1                                                                  | Nigeria                                                                | Coppa d'Africa 2006 - Finale 3º posto                                  | -                                                                      | 77’                                                                    |
| 3-3-2010                                                               | Atene                                                                  | Grecia                                                                 | 0 – 2                                                                  | Senegal                                                                | Amichevole                                                             | -                                                                      | 57’                                                                    |
| 27-5-2010                                                              | Aalborg                                                                | Danimarca                                                              | 2 – 0                                                                  | Senegal                                                                | Amichevole                                                             | -                                                                      | 64’                                                                    |
| 11-8-2010                                                              | Dakar                                                                  | Senegal                                                                | 1 – 0                                                                  | Capo Verde                                                             | Amichevole                                                             | -                                                                      | 76’                                                                    |
| 5-9-2010                                                               | Lubumbashi                                                             | RD del Congo                                                           | 2 – 4                                                                  | Senegal                                                                | Qual. Coppa d'Africa 2012                                              | -                                                                      | 70’                                                                    |
| 10-8-2011                                                              | Dakar                                                                  | Senegal                                                                | 0 – 2                                                                  | Marocco                                                                | Amichevole                                                             | -                                                                      | 68’                                                                    |
| 9-10-2011                                                              | Curepipe                                                               | Mauritius                                                              | 0 – 2                                                                  | Senegal                                                                | Qual. Coppa d'Africa 2012                                              | -                                                                      | 72’                                                                    |
| 11-11-2011                                                             | Mantes-la-Ville                                                        | Senegal                                                                | 4 – 1                                                                  | Guinea                                                                 | Amichevole                                                             | 1                                                                      | 46’                                                                    |
| 12-1-2012                                                              | Dakar                                                                  | Senegal                                                                | 1 – 0                                                                  | Sudan                                                                  | Amichevole                                                             | -                                                                      | 46’                                                                    |
| 15-1-2012                                                              | Dakar                                                                  | Senegal                                                                | 1 – 0                                                                  | Kenya                                                                  | Amichevole                                                             | -                                                                      | 76’                                                                    |
| 29-1-2012                                                              | Bata                                                                   | Libia                                                                  | 2 – 1                                                                  | Senegal                                                                | Coppa d'Africa 2012 - 1º turno                                         | -                                                                      |                                                                        |
| 25-5-2012                                                              | Marrakech                                                              | Marocco                                                                | 0 – 1                                                                  | Senegal                                                                | Amichevole                                                             | -                                                                      | 63’                                                                    |
| 9-6-2012                                                               | Kampala                                                                | Uganda                                                                 | 1 – 1                                                                  | Senegal                                                                | Qual. Mondiali 2014                                                    | -                                                                      | 82’                                                                    |
| Totale                                                                 |                                                                        | Presenze                                                               | 37                                                                     |                                                                        | Reti                                                                   | 7                                                                      |                                                                        |

## Palmarès

### Club

#### Competizioni nazionali
- Campionato francese: 1

Montpellier: 2011-2012
- Coppa di Lega francese: 1

Monaco: 2002-2003

### Individuale
- Capocannoniere della Coupe de la Ligue: 1

2017-2018 (3 reti)